# ديثي مكاي
ديثي مكاي هو سياسي بريطاني، ولد في 2 مارس 1982 في بيليمينا في المملكة المتحدة. نشط حزبياً في شين فين. في انتخابات الجمعية التشريعية لأيرلندا الشمالية،  2007 ‏، انتخب عضو الجمعية التشريعية الثالثة لأيرلندا الشمالية ‏ عن دائرة شمال أنترم ‏ وقد انضم خلال فترته النيابية ‏ (9 مارس 2007 – 24 مارس 2011) للكتلة البرلمانية شين فين وفي انتخابات الجمعية التشريعية لأيرلندا الشمالية، 2011 ‏، انتخب عضو الجمعية التشريعية الرابعة لأيرلندا الشمالية ‏ عن دائرة شمال أنترم ‏ وقد انضم خلال فترته النيابية ‏ (6 مايو 2011 – 24 مارس 2016) للكتلة البرلمانية شين فين وفي 2016 Northern Ireland Assembly election ‏، انتخب Member of the 5th Northern Ireland Assembly ‏ عن دائرة شمال أنترم ‏ وقد انضم خلال فترته النيابية ‏ (7 مايو 2016 – 18 أغسطس 2016) للكتلة البرلمانية شين فين.